# Alamitos (California)
Alamitos es un área no incorporada ubicada en el condado de Santa Clara en el estado estadounidense de California.

## Geografía
Alamitos se encuentra ubicada en las coordenadas 37°15′2″N 121°52′2″O / 37.25056, -121.86722.